# Moranida manselli
Moranida manselli is een insect uit de familie van de Nemopteridae, die tot de orde netvleugeligen (Neuroptera) behoort. 
Moranida manselli is voor het eerst wetenschappelijk beschreven door Miller & Stange in 1989.